# Sarkantyús pityer
A sarkantyús pityer (Anthus richardi) a madarak osztályának verébalakúak (Passeriformes)  rendjébe és a billegetőfélék (Motacillidae) családjába tartozó faj.

## Előfordulása
Hazája Közép-Ázsia, a Csendes-óceánig. Európában északon sűrűbben, dél- és kelet-európában ritkábban előforduló vendég.

## Alfajai
- Anthus richardi richardi Vieillot, 1818
- Anthus richardi dauricus H. C. Johansen, 1952
- Anthus richardi centralasiae (Kistiakovsky, 1928)

## Megjelenése
Testhossz 18 centiméter, a szárnyfesztávolság 29-33  centiméter, testtömeg 25-36 gramm.
Nevét a negyedik ujján található, aránylag hosszú karma után nyerte. Fölül sötétbarna, farcsíkja és felső farkfedői egyszínű sárgásbarnák.

## Életmódja
Rovarokkal, bogarakkal és szitakötőkkel táplálkozik. Hosszútávú vonuló.

## Szaporodása

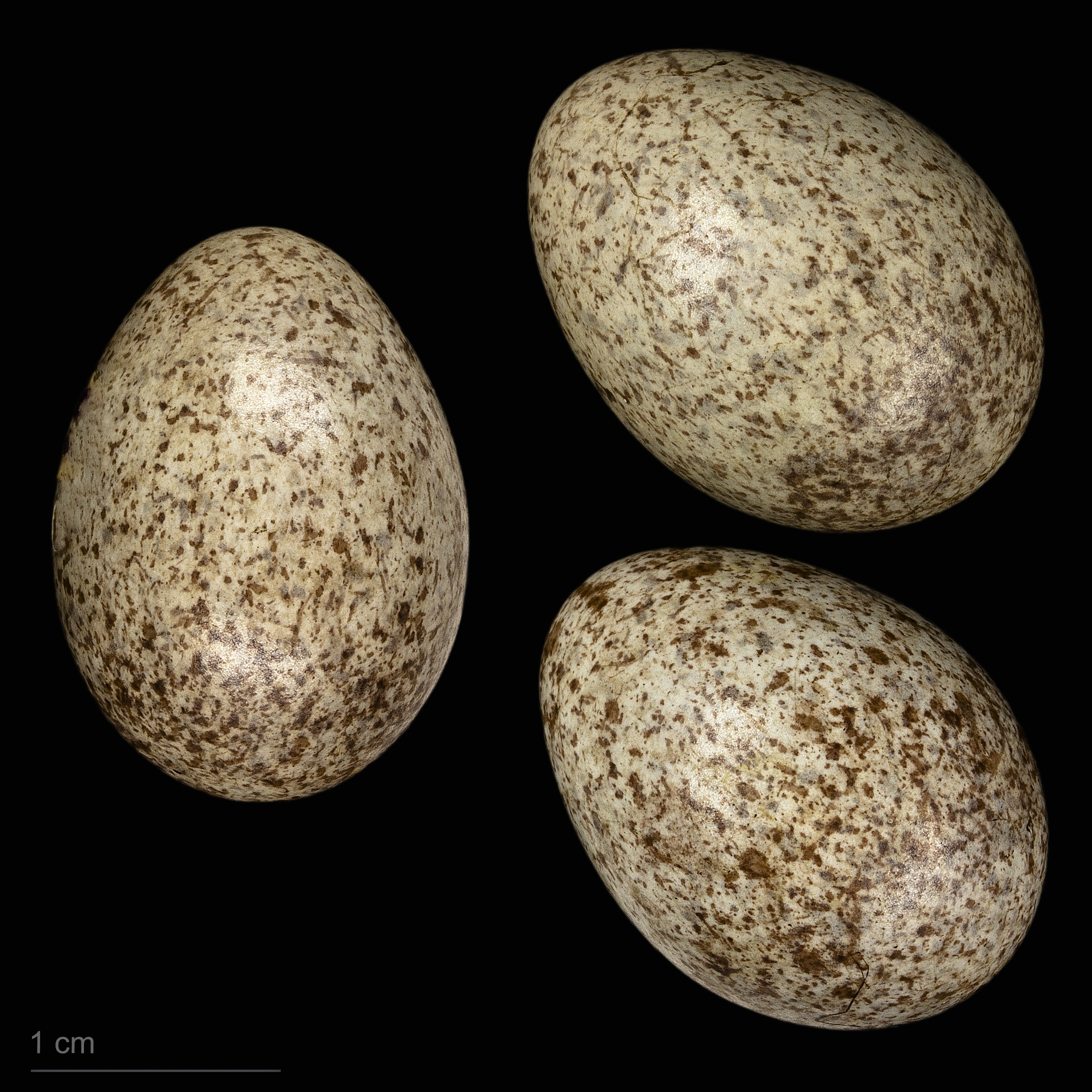
Anthus richardi tojásai

Talajon, növényi részekből készíti fészkét. Fészekalja 4-6 tojásból áll

## Kárpát-medencei előfordulása
Magyarországon alkalmi vendég, ritka kóborló.

## Védettség
Védett, pénzben kifejezett értéke 10 000 Ft.